# أيتارو يوشياما
أيتارو يوشياما (باليابانية: 内山英太郎؛ بالكانا: うちやま えいたろう) هو عسكري ياباني، ولد في 16 ديسمبر 1887 في محافظة طوكيو ‏ في اليابان، وتوفي في 25 ديسمبر 1973.